# Lüliangshan-Tunnel
Der Lüliangshan-Tunnel oder Lüliang-Gebirgstunnel (chinesisch 吕梁山隧道, Pinyin Lǚliáng shān suìdào) ist ein 20,785 Kilometer langer Eisenbahntunnel in der chinesischen Provinz Shanxi auf der Bahnstrecke Taiyuan-Zhongwei-Yinchuan („TaiZhongYin-Bahn“).

## Lage, Baugeschichte und Beschreibung
Der Tunnel befindet sich auf dem Gebiet der bezirksfreien Stadt Lüliang. Der Osteingang des Tunnels liegt im Nordwesten des Dorfes Lijiazhuang der Stadt Fenyang und der Westausgang liegt östlich des Wucheng-Stausees im Stadtbezirk Lishi im Südwesten der Großgemeinde Wucheng. Der Tunnelbau zur Unterquerung des Lülian-Gebirges (Lüliangshan) wurde im Rahmen der Planung der Bahnstrecke Taiyuan-Zhongwei-Yinchuan beschlossen. Mit dem Bau wurde im April 2006 begonnen und er war knapp 3 ½ Jahre später am 16. September 2009 im Wesentlichen abgeschlossen. Der Tunnel wurde zusammen mit der gesamten Bahnstrecke Taiyuan-Zhongwei-Yinchuan am 11. Januar 2011 in Betrieb genommen. Er besteht aus zwei jeweils eingleisigen Tunnelröhren. Die nördliche Röhre ist 20,785 km und die südliche Röhre 20,738 km lang. Die derzeitige Höchstgeschwindigkeit im Tunnel beträgt 160 km/h. Es besteht die Option auf eine Erhöhung auf 200 km/h.